# Kap Cloos
Das Kap Cloos (französisch Cap Cloos) ist ein 975 m hoch aufragendes Felsenkap an der Graham-Küste des Grahamlands auf der Antarktischen Halbinsel. Es ragt in den Lemaire-Kanal und markiert die Nordseite der Einfahrt zur Girard-Bucht.
Teilnehmer der Belgica-Expedition (1897–1899) entdeckten das Kap. Expeditionsleiter Adrien de Gerlache de Gomery benannte es nach dem dänischen Kaufmann Christian Cloos (1863–1941), Honorarkonsul Belgiens in Dänemark.